# Russell (Massachusetts)
Russell és una població dels Estats Units a l'estat de Massachusetts. Segons el cens del 2000 tenia 1.657 habitants.

## Demografia
Segons el cens del 2000, Russell tenia 1.657 habitants, 611 habitatges, i 482 famílies. La densitat de població era de 36,4 habitants/km².
Dels 611 habitatges en un 37% hi vivien nens de menys de 18 anys, en un 63,3% hi vivien parelles casades, en un 11,1% dones solteres, i en un 21,1% no eren unitats familiars. En el 17,3% dels habitatges hi vivien persones soles el 5,6% de les quals corresponia a persones de 65 anys o més que vivien soles. El nombre mitjà de persones vivint en cada habitatge era de 2,71 i el nombre mitjà de persones que vivien en cada família era de 3,02.
Per edats la població es repartia de la següent manera: un 26,1% tenia menys de 18 anys, un 7,8% entre 18 i 24, un 31,1% entre 25 i 44, un 24,8% de 45 a 60 i un 10,1% 65 anys o més.
L'edat mediana era de 37 anys. Per cada 100 dones de 18 o més anys hi havia 98,7 homes.
La renda mediana per habitatge era de 46.600 $ i la renda mediana per família de 48.641$. Els homes tenien una renda mediana de 37.206 $ mentre que les dones 28.182$. La renda per capita de la població era de 21.318$. Entorn del 7,1% de les famílies i el 9% de la població estaven per davall del llindar de pobresa.